# オリバー・セルフリッジ

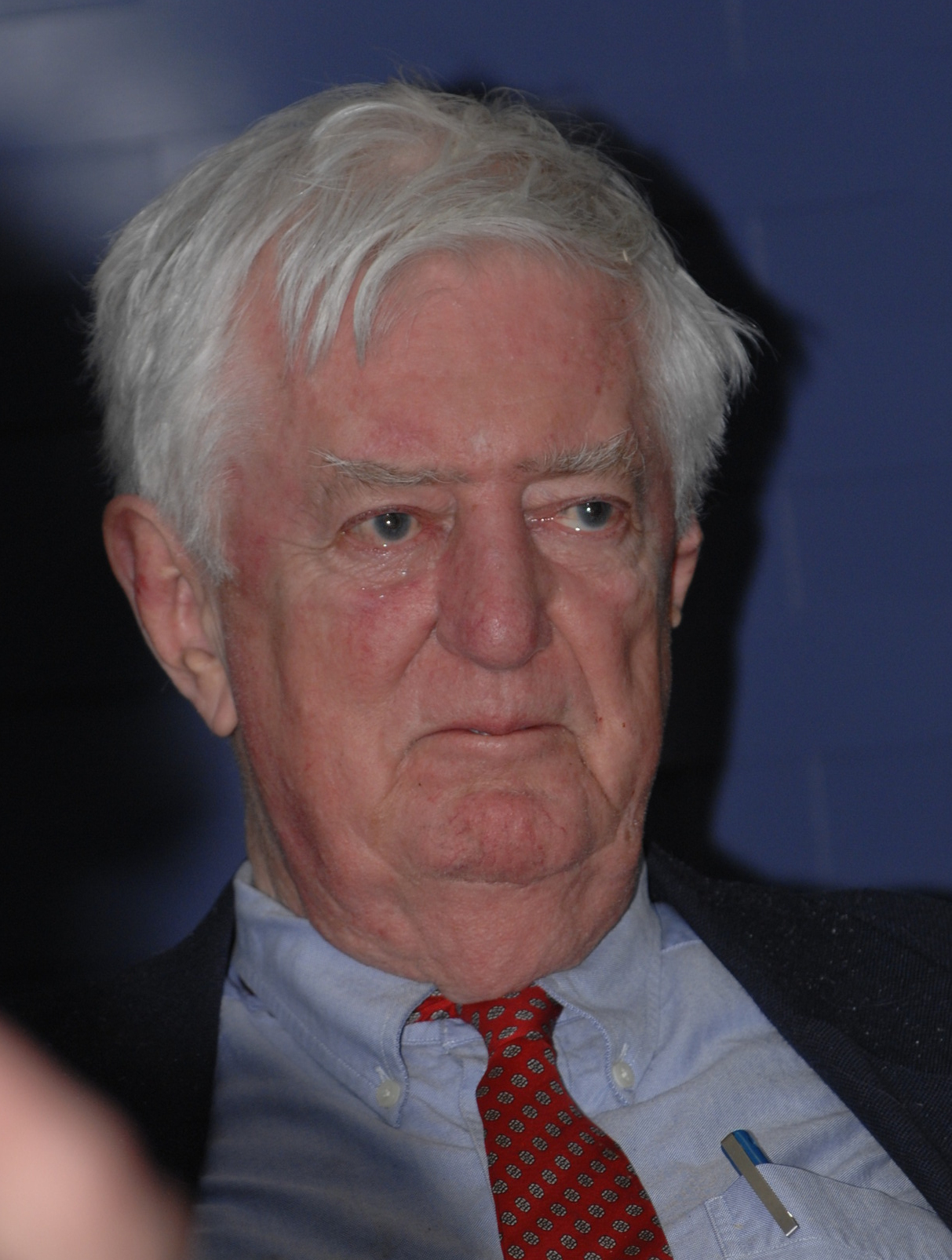
オリバー・セルフリッジ

オリバー・セルフリッジ（Oliver Selfridge、1926年5月10日 - 2008年12月3日）はアメリカ合衆国の人工知能研究者。「機械知覚(Machine Perception)の父」とも呼ばれる。
祖父はイギリスの百貨店チェーンセルフリッジズの創業者。セルフリッジはロンドン生まれで、Malvern College と Middlesex School を卒業。1945年、MITで数学の学士号を取得。その後MITでノーバート・ウィーナーに学んだが、博士号の取得には失敗し、その後も博士号を取得することはなかった。MIT時代、彼はウィーナーの1949年版 "Cybernetics" の査読にも関わった。また、マービン・ミンスキーの技術面の指導者でもあり、1956年の人工知能に関する世界初の会合となったダートマス会議の開催にも関わった。
ニューラルネットワーク、パターン認識、機械学習などに関する重要な先駆的論文を書いた。特に 「パンデモニアム ("Pandemonium")」（1959年）という論文は人工知能の古典と言われている。その中でセルフリッジは、発生する事象を記録してそのパターンを認識し、それに基づいて行動を起こす 「デーモン（"demons"）」 と呼ばれるコンセプトを解説している。これは後にアスペクト指向プログラミングを生み出す元となった。
1968年、J・C・R・リックライダーとロバート・テイラーの論文 "The Computer as a Communication Device" では OLIVER (Online Interactive Expediter and Responder) というコンセプトを提唱したが、その名称はセルフリッジにちなんだものである。
セルフリッジは、リンカーン研究所、MIT（Project MACの Associate Director を務めた）、BBNテクノロジーズ、GTE Laboratories（主任科学者）などで働いた。アメリカ国家安全保障局の諮問委員も20年間務め、データ処理委員会の委員長も務めた。1993年に引退したが、その後も機械学習、人工知能、自律システムなどの分野で積極的に活動した。
2008年、死去。
子ども向けの4冊の著書 "Sticks"、"Fingers Come In Fives"、"All About Mud"、"Trouble With Dragons" もある。